# М'ясо по-французьки
М'ясо по-французьки («М'ясо по-капітанськи», «Дипломат», «По-домашньому»  або «Сюрприз») — страва російської кухні, приготовлена з шарів м'яса (спочатку телятина, пізніше також свинина або яловичина), картоплі та сиру.
У всьому світі, окрім пострадянського простору, називається «М'ясом по-Орловськи» (дослівно «телятина Орлов» — Veau Orloff), оскільки творець страви, француз Урбен Дюбуа (1818—1901), був кухарем графа Олексія Орлова (1787—1862), найближчого соратника імператора Миколи Першого.
«Телятина по-Орловськи» є запіканкою з телятини, картоплі та грибів, запечених під соусом бешамель з додаванням сиру. У спрощеній версії, званій «м'ясом по-французьки», зникли гриби, а м'ясна складова стала найчастіше включати свинину чи яловичину, нерідко у вигляді фаршу; соус бешамель замінений вершками, сметаною або домашнім майонезом.
Існують різні варіанти приготування страви, де може змінюватися розташування шарів, стан продуктів (попереднє обсмаження) і форми нарізки (м'ясо скибками).
Подавати м'ясо по-французьки прийнято, нарізаючи порції, захоплюючи знизу шматок м'яса, і акуратно перекладаючи його на тарілку, щоб не порушити цілісність шарів.
У Владивостоці м'ясо, запечене під картопляною шубою, називають «М'ясом по-капітанськи» (частіше, однак, страва готується без картоплі), а в середній смузі Росії — «Дипломат», «Сюрприз» або «По-домашньому».
В Ельзаській кухні, на сході Франції, існує страва під назвою «Бекеоффе». До її складу також входять шари зі шматків м'яса, картоплі й моркви, але без сиру.

## Цікаві факти
Гратин (або гратен) — золотава скоринка, що утворюється на поверхні страви при запіканні в духовій печі або на грилі. Це верхній шар, що складається з рясно приправленої тертого сиру або панірувальних сухарів. Спочатку гратин відокремлювали від страви і їли як ласощі.